# 워크맨
워크맨(영어: Walkman, 일본어: ウォークマン)은 소니의 포터블 미디어 플레이어의 브랜드이자, 관련 상표이다. 원래는 휴대용 카세트 레코더의 이름이다. 근래 와서는 모든 미니기기에 워크맨이라는 상표를 붙이고 있다.(예: MD 워크맨, CD 워크맨) 워크맨이 워낙 유명해지면서 워크맨 자체가 단어화되어 영어 사전에도 등재되기도 했다. 워크맨은 1979년에 소니 창업자인 이부카 마사루와 소니 출신 노부 토시키라하, 코조 오소네가 발명했다. 사실 카세트 워크맨은 소니의 휴대용 카세트 녹음기인 프레스맨 시리즈(지금의 '찍찍이' 시리즈)를 개량한 것에 가깝다.
카세트 버전은 최초의 워크맨 출시인 1979년 7월 1일로 시작으로 2010년 10월 25일 단종되었고, 현재는 MP3 플레이어 형식으로 명맥이 이어진다.

## 네트워크 워크맨
네트워크 워크맨은 1999년 경에 메모리스틱을 채용한 모델이 시초이며, 용량과 배터리 사용시간 등 모든 면에서 현재의 제품에 비해 빈약한 편이었다(이는 당시 모든 MP3 플레이어에 해당하는 사항이다). 2007년경 윈도상 드래그앤드롭이 가능한 모델(NWD, NWZ 시리즈)이 나올 때까지 파일 전송은 오직 소닉스테이지라는 전용 프로그램을 반드시 써야 했으며, 이 때문에 소니제 MP3 플레이어의 사용층이 대중적으로 퍼지지 못하고 매니아에만 국한되는 문제점을 낳았다. 이는 MP3 플레이어 시장에서 소니가 애플 등 타 회사한테 밀려나는 원인이기도 하였다.
NWD-B100 시리즈를 시작으로 2007년 경부터 전용 프로그램이 필요없는 모델이 출시되기 시작하였고, 잇달아 NWZ-S610F, NWD-B130F, NWZ-A720, NWZ-A820, NWD-E020F, NWZ-E430F, NWZ-S730F 시리즈가 차례로 출시되었다. 2009년에는 아이팟 터치의 대항마로 NWZ-X1000 시리즈를 출시하였다(현재 단종). 이후에 출시된 기종에는 음성녹음기능, 재생속도 조절기능, 어학용 구간반복설정기능 등이 추가되었다. 요즈음에 나온 비디오형 네트워크 워크맨(이른바 NWZ 시리즈)은 비압축 WAV 음악 파일과 고효율 압축포맷인 MPEG-4 H.264 비디오 파일까지 지원한다.
영국, 오스트리아, 미국 등에서는 아이팟 시리즈, 중국, 대한민국, 베트남, 필리핀, 독일, 이탈리아, 프랑스, 그리스 등에서는 삼성전자 옙 시리즈, 아이리버 제품에 밀려 시장 점유율이 낮은 편이지만, 클리어베이스, 클리어스테레오, DSEE 등 음질보강기능과 특유의 음색 등으로 소니 MP3를 찾는 일부 애호가들이 있으며, 특히 2007년 개방형 인터페이스 도입 이후 사용자가 조금 늘어난 편이다. 이 때문에 일본에서는 한때 MP3 점유율에서 아이팟을 제친 적이 있었다.
2011년 하반기에 A860, S760, E460 시리즈가 발매되었으며(2013년 2월 현재 단종 상태), 2012년에는 안드로이드 운영체제를 탑재한 Z1000, F800 시리즈가 추가로 발매되었다. 2013년 하반기에는 192kHz 24비트급 고해상도 음원 재생을 지원하는 ZX1이 출시되었고, 그 후속작인 zx2가 2015년 3월에 출시되었다.

## 특허 분쟁
1972년에 독일계 브라질인 안드레아스 파벨(Andreas Pavel)이 최초의 휴대용 카세트 플레이어인 스테레오벨트(Stereobelt)를 착안하였다. 파벨은 1976년 독일 오디오 기기 박람회에 필립스, 야마하 등 음향기기 브랜드에 아이디어를 제안하였지만 거절당했고 1977년 이탈리아에 스스로 특허 출원을 시작해서 1978년 말까지 미국과 독일, 영국, 일본에도 특허를 신청하였다.
1979년 소니는 워크맨을 시판하였는데 1980년 파벨과 특허료에 대한 협상을 시작하여 1986년 파벨에게 특허료를 지불하였다. 하지만 독일에서 판매되는 몇가지 모델에 한해서만 특허료를 지불하였으며 파벨을 발명자로 인정하지 않았다. 파벨은 소니를 상대로 1989년 소송을 제기하였지만 영국 법원은 1996년 사건을 기각하였으며 파벨은 300만 달러가 넘는 소송 비용을 지불하였다.
2001년 파벨은 각 나라에 특허 소송을 제기하였으며 2003년 소니는 파벨과 화해 합의를 하게 된다. 정확한 합의 내용은 밝혀지지 않았지만 유럽 언론에서는 파벨이 더 이상 소송을 제기하지 않는 대신 1000만 달러를 초과하는 손해에 대한 현금 지급과 함께 특정 모델의 워크맨 판매에 대한 특허료를 받을 것이라고 추측하였다. 이 합의로 파벨은 소니에게서 휴대용 카셋트 플레이어의 발명자로 인정받게 되었다.

## 테이프 워크맨

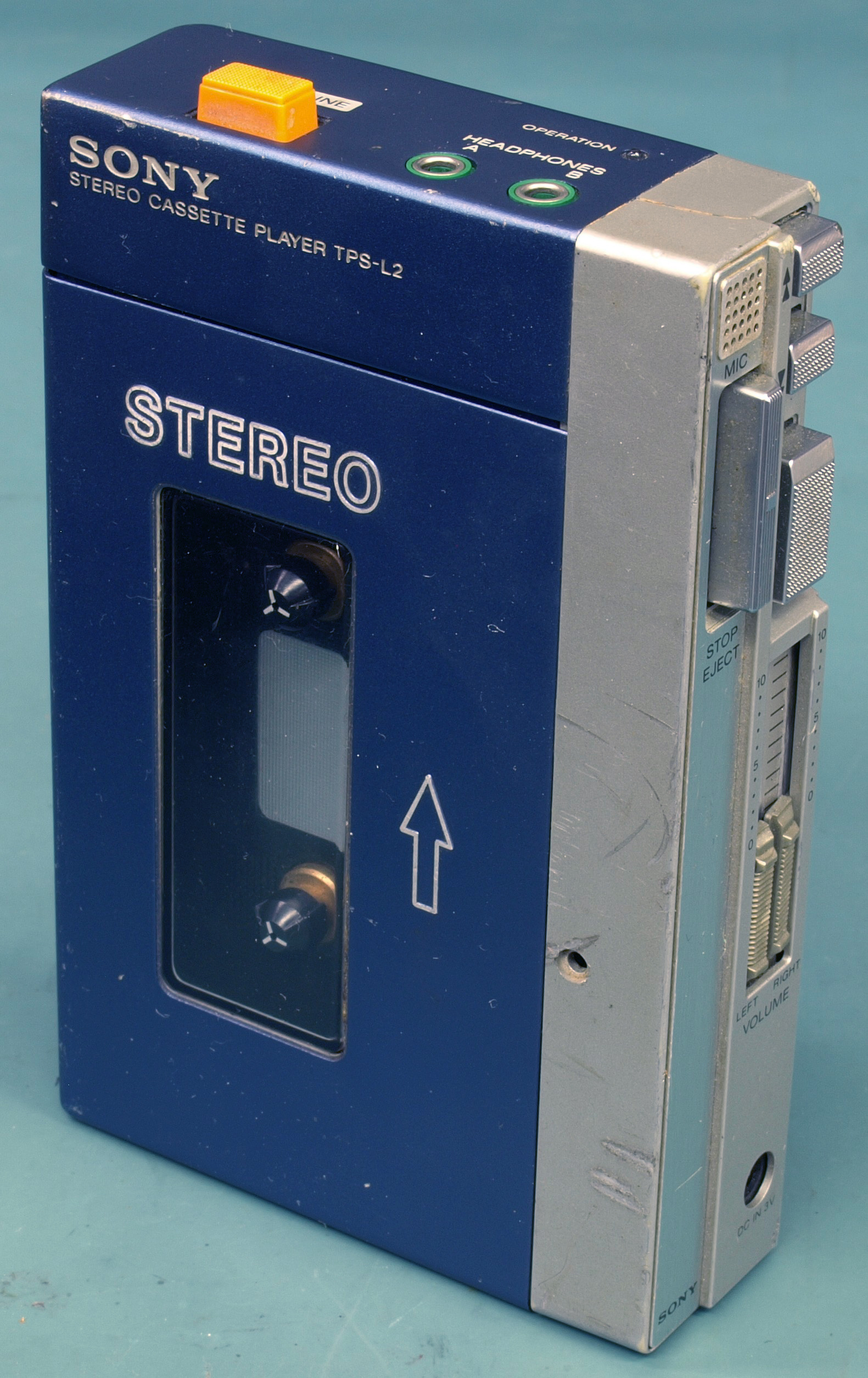
처음 발매된 소니 워크맨 TPS-L2 (1979년)

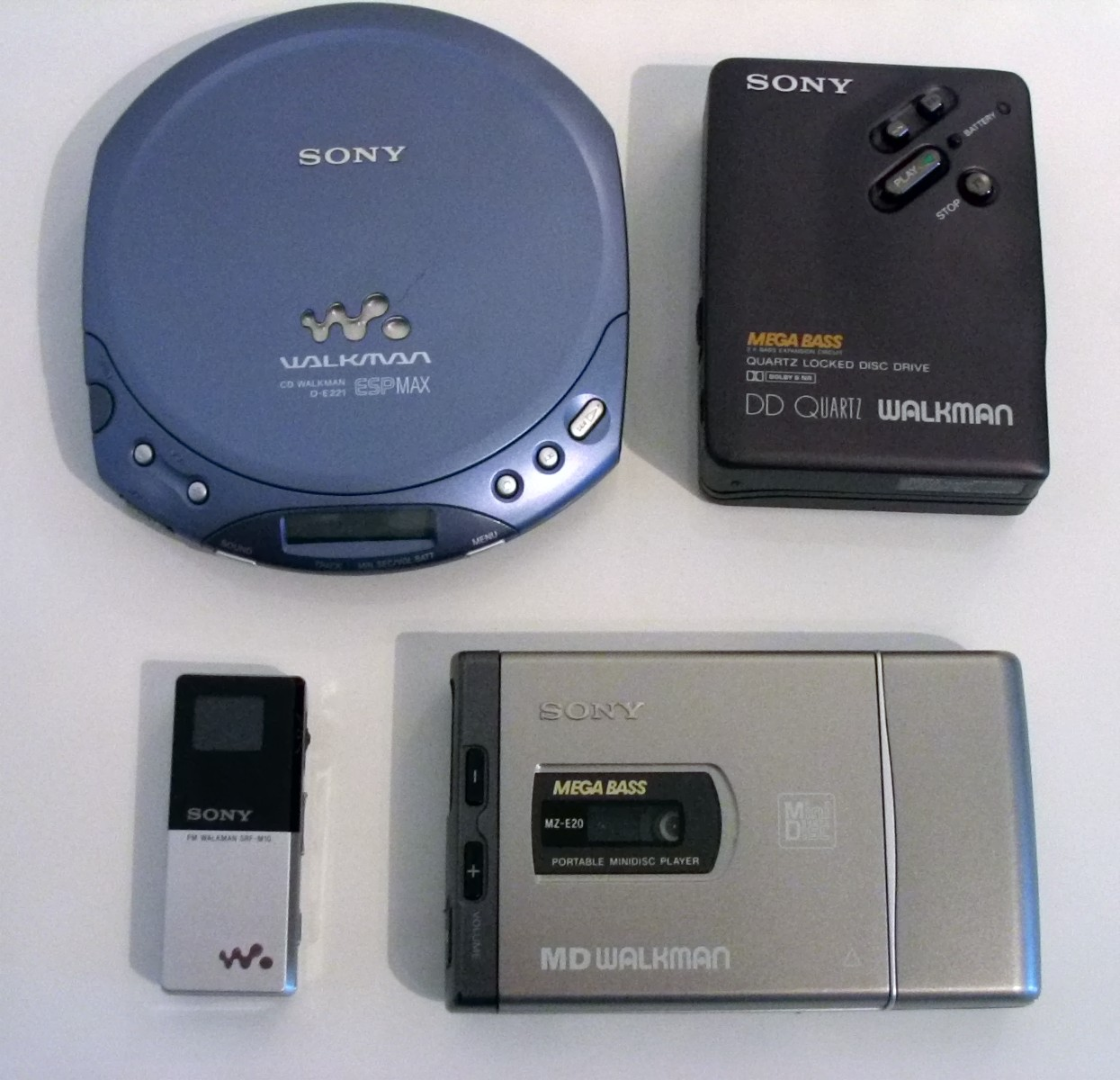
워크맨 계열의 다양한 상품들.

1979년 휴대용 스테레오 카세트 플레이어의 형태로 처음 출시되었다. 그 후 라디오, 녹음 기능이 추가되었고, 지금의 블루투스의 개념과 비슷하게 무선 이어폰으로 들을 수 있는 기종이 나오기도 하였다. 출시 직후 워크맨은 큰 인기를 끌었으며, 누적 대수가 1억 대를 넘을 것으로 추산되고 있다. 1980년대 이후 소니의 카세트 워크맨이 인기를 끌자, 파나소닉, 도시바 등 기타 일본 가전업체들은 유사 제품을 발매하였고, 대한민국의 삼성전자, 금성사(현 LG전자) 등도 마이마이, 아하프리, 요요 등의 이름으로 유사 제품을 양산하였다. 1990년대 후반까지만 해도 대표적인 중학생, 고등학생 입학, 졸업 선물이기도 했다.
그러나 2000년대 초반부터 MP3 플레이어가 큰 인기를 끌기 시작하자 테이프 워크맨의 수요가 급격히 줄어들었다. 게다가 어학용 카세트 플레이어으로서의 주 역할은 소니 TCM 시리즈에 넘어갔었다. 전자식 구동 방식의 카세트 데크를 채용한 모델의 경우, 2003년에 마지막으로 출시된 모델은 WM-GX788, WM-FX700 등이며 2009년 초반을 기해 대한민국에서 WM-EX651을 제외한 모델이 전부 단종되었고, 그나마 남아있던 WM-EX651 마저 2010년 10월 25일에 단종되었다. (하지만 워크맨이라는 이름은 소니 MP3 플레이어의 상표 이름으로 현재도 쓰이고 있다). 기계식 구동 방식의 것은 WM-FX199, WM-FX290이 마지막이며 2012년 말까지 미국 등 일부 국가에만 판매되었다. 삼성전자, LG전자 등 대한민국 업체는 1990년대 후반 ~ 2000년대 초반에 이미 워크맨 제조 사업에서 철수했으며, 일본의 파나소닉도 2010년에 들어서 워크맨 사업에서 완전히 철수하였다.
이와 같은 테이프 워크맨의 퇴조 및 사멸에는 MP3 플레이어의 보급이 큰 기여를 하였다. 2000년대 초반부터 MP3 플레이어가 대중화되기 시작하면서 와우 앤 플래터와 드롭현상이 많은 카세트 테이프는 음질면에서도 경쟁력이 없게 되어 워크맨의 수요가 급감하였다. 2000년대 초중반경만 해도 수많은 어학 교재들은 부속 카세트 테이프가 달려나왔지만, 2000년대 후반 이후로 부속 CD나 인터넷을 통한 MP3 파일 제공 서비스로 대체되었고, 휴대전화 보급으로 인해 어학용으로의 목적성도 소멸하여 2010년대 중반에 일상 생활에서 카세트가 거의 사라졌다.
소니는 2010년 10월 25일 부로 카세트 워크맨 생산과 판매를 전면 중단하였다. 대한민국에서는 2004년 말에 출시된 WM-EX651을 마지막으로 카세트 워크맨의 명맥이 2010년 이후 끊겼다.
다만 어학용 휴대용 카세트 장치로서의 역할은 TCM-400DV, TCM-200DV 등 이른바 '찍찍이' 시리즈(즉, 테이프워크맨의 전신인 프레스맨(Pressman) 시리즈)가 계승하였는데, 이마저도 2013년 1월 이후로 생산이 중지됨에 따라 카세트 테이프 워크맨은 기나긴 역사의 종지부를 찍었다.

## 참조
1. ↑  http://www.betanews.net/article/470179
2. ↑  속칭 '찍찍이'. 단, 정식 워크맨 시리즈에 포함되지 않는다.
3. ↑  http://www.zdnet.co.kr/news/news_view.asp?artice_id=20121211084520&type=xml

## 같이 보기
- 아이리버
- 코원시스템
- 아이팟
- 오토 리버스